# ORP Sokół (1964)
ORP Sokół - радянський підводний човен «С-278» проєкту  613, придбаний Польщею у СРСР.

## Історія служби
З 1965 по 1970 роки підводний човен брав участь у різних навчаннях в районі Північного моря та Північної Атлантики. 1 серпня 1969 року підводний човен опустилася на граничну глибину 180 м поблизу острова Готланд. Пізніше він брала участь у різних навчаннях в Балтійському морі в рамках навчань країн ОВД. Для маскування та дезінформації західних розвідслужб підводний човен отримав бортовий номер 296, що незабаром привело до появи в іноземних довідниках підводного човна проекту 613 з найменуванням «Vilk».